# The Bunker Game
The Bunker Game è un film del 2022 diretto da Roberto Zazzara.

## Trama
Dopo strani e misteriosi incidenti un gioco di ruolo viene interrotto e i giocatori lasciano il bunker mentre tutto il personale si prodiga a cercare l'ideatore del gioco, Greg, misteriosamente scomparso.

## Distribuzione
Il film è stato distribuito nelle sale cinematografiche italiane dal 2 maggio 2022.